# Poêle (chauffage)
Pour les articles homonymes, voir Poêle.
 (décembre 2018).
Si vous disposez d'ouvrages ou d'articles de référence ou si vous connaissez des sites web de qualité traitant du thème abordé ici, merci de compléter l'article en donnant les références utiles à sa vérifiabilité et en les liant à la section « Notes et références ».
Un poêle (prononciation [pwal] ou [pwɛl]) est un appareil de chauffage fermé comprenant une chambre de combustion pour du bois ( sous forme de bûches ou de pellets aussi appelés granulés) ou du charbon. 
Généralement utilisé pour le chauffage direct par rayonnement thermique et/ou par convection, le poêle peut aussi permettre de produire de l'eau chaude. Par métonymie, le « poêle » désignait aussi la pièce chauffée d'une habitation.

## Historique

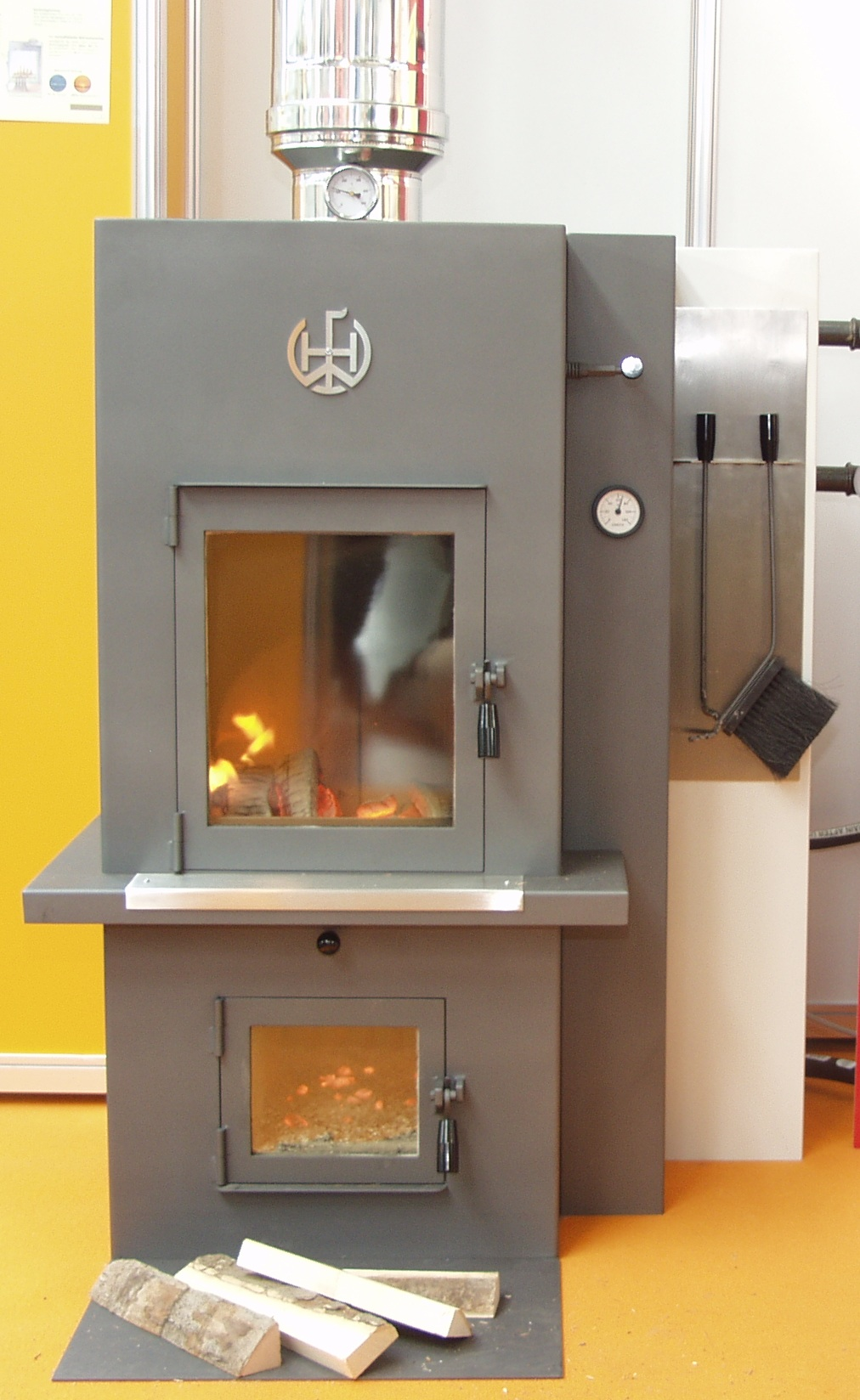
Poêle à bois moderne dit « poêle bouilleur » (producteur d'eau chaude).

Employé depuis la nuit des temps, le bois énergie est valorisé depuis plusieurs décennies dans des appareils de chauffage souvent confectionnés en acier ou en fonte. De nombreuses marques ont d'ailleurs construit leur notoriété sur ces matériaux. On peut citer l'entreprise Jøtul en Norvège, RIKA en Autriche,  Invicta dans le nord de la France. Le poêle peut être rustique ou classique, ou à inertie lorsqu'il est très massif. Le poêle en acier est alors entouré de pierre ollaire (pierre volcanique), qui permet d'emmagasiner puis de restituer la chaleur produite de longues heures après la fin de la flambée. Un de ses ancêtres est sûrement l'hypocauste, le poêle russe ; plus récemment est apparu le poêle alsacien en faïence (Kachelofe). Les années 2010 voient le développement du poêle à granulés de bois, souvent fabriqué en acier ; un creuset (en fonte) reçoit des granulés de bois qui y sont brûlés.
En 1619 paraît le premier ouvrage complet sur les poêles publié par Franz Kessler (en). Son curieux travail indique dès cette époque tous les principes du chauffage usités en Allemagne et très peu perfectionnés par la suite jusqu'au XIXe siècle.
L'apparition au XIXe siècle des premiers poêles en fonte et leur diffusion à grande échelle contribue fortement à l'amélioration des conditions de vie des populations. Grâce à la production en série, qui en fait l'un des produits phares de l'industrialisation, il devient accessible au plus grand nombre et remplace rapidement le feu ouvert, offrant de meilleurs rendement, efficacité et autonomie, et diminuant le risque d'incendie. Le poêle, installé dans la pièce commune, est souvent le point de ralliement de la famille, contrairement au chauffage central qui plus tard renforcera l'individualisation. Bien qu'il demande de l'entretien et produise de la poussière, il améliore le confort par le chauffage continu, qui permet également de chauffer l'eau et les aliments, ainsi que les conditions sanitaires et de santé, dont l'effet est notamment de réduire la mortalité infantile. Les grandes entreprises industrielles (telle que Jøtul, Chaboche, Nestor Martin, Godin et bien d'autres), rivalisent d'innovations techniques et de qualités esthétiques, ce qui fait de certains poêles anciens des objets très recherchés de nos jours, témoins des débuts du design industriel. Bien avant le développement de l'électroménager, la réclame, au moyen d'affiches publicitaires, vante les mérites des différents modèles. Les défis actuels que représentent la raréfaction et la hausse des prix des énergies fossiles, ainsi que la pollution et la recherche d'un développement durable, incitent les industriels à rechercher de nouvelles solutions pour augmenter l'efficacité de leurs produits.
En 2021, la vente de poêles à granulés dépasse, pour la première fois, celle des poêles à bûches.

## Rendements

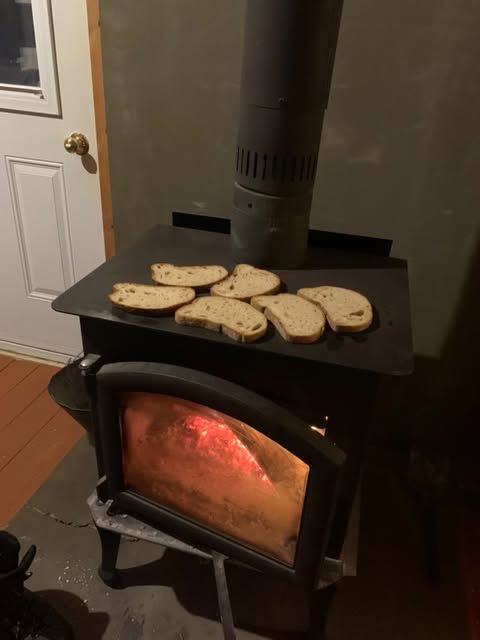
Cuisine sur un poële à bois.

Des modèles de plus en plus efficaces sont développés en Suède, en Allemagne, Hollande et au Canada, où des organisations de constructeurs réalisent régulièrement des tests afin de faire évoluer l'efficacité du système. Les poêles modernes atteignent un rendement supérieur à 60 %, plus de 80 % pour les poêles à granulés de bois.
En 2023, l'Ineris et l'Ademe confirment que les poêles à granulés sont plus efficaces que les appareils à bûches (environ 10 % supérieurs aux appareils à bûches récents) et qu'ils sont conformes à la norme européenne impliquant qu'ils fonctionnent avec 79 % d’efficacité énergétique saisonnière au minimum. Cependant, leur fonctionnement en conditions réelles, notamment quand ils fonctionnent à bas régime, est encore à améliorer. Le rapport des deux organismes suggère aux fabricants, installateurs, utilisateurs et rédacteurs de normes d'améliorer l'ajustement de la puissance de l’appareil aux besoins de chaleur du logement, le tirage et donc le dimensionnement des conduits (amenée d’air, conduit de raccordement, conduit d’évacuation) pour éviter de refouler les fumées dans le logement, sans pour autant apporter trop d'air comme comburant (ce qui est source de pollution de l'air). L'Ademe note qu'en conditions réelles de fonctionnement, les rendements moyens des poêles à granulés (théoriquement compris entre 85 et 90 %) s'avèrent inférieures (de 4 à 5 % en moyenne) au rendement affiché, issu des protocoles de mesures faites en laboratoire. Pour plus des deux tiers des appareils testés, les émissions de polluants sont faibles, les facteurs d’émission en énergie entrante étant inférieurs à 630 g/GJ pour le monoxyde de carbone (CO) et 25 g/GJ en particules solides, quelle que soit l’allure de fonctionnement, pour des rendements énergétiques élevés (environ 85 %). Mais, pour un tiers des appareils, quand ils descendent sous le seuil de 40 % de leur puissance nominale (fonctionnement en « allure réduite »), leur performance chute fortement pour les émissions de CO (qui montent à  1 000 à 1 800 g/GJ) alors que le rendement diminue de quelques points (80 %). Ces périodes d'allure réduite correspondent aux modulation du chauffage, fréquentes si le poêle est surdimensionné, mal réglé ou mal installé.

## Écologie
Le chauffage au poêle à bois peut sembler plutôt écologique car il utilise la biomasse, mais la combustion du bois rejette dans l'atmosphère du dioxyde de carbone et aussi des particules fines, du monoxyde de carbone et d'autres polluants atmosphériques,.
Le cycle est fermé, la biomasse étant un matériau renouvelable renouvelé par les combustions naturelles et artificielles mais :
- les particules fines de type PM2.5 sont absorbées par différents processus dont la respiration de tous les êtres vivants sur terre[6] ;
- le monoxyde de carbone, généré par une combustion incomplète, est très dangereux pour l'homme et tous les êtres vivants sur terre[6]. Une combustion impropre est donc néfaste à l'environnement.

Les appareils de chauffage au bois ayant évolué depuis le début du XXIe siècle, il est très important, pour un enjeu sanitaire, d'inciter les ménages utilisant un vieil appareil de chauffage au bois à le renouveler par un appareil de nouvelle génération. Un vieux foyer fermé d'avant 2002 émet jusqu'à 13 fois plus de particules fines qu'un appareil labellisé « Flamme Verte7 ».
Le calcul complet de l'impact écologique de l'utilisation du poêle à bois prend en compte la chaîne de production du bois de chauffage (abattage, fendage, acheminement, etc.). Dans des conditions normales, seule la maison passive propose un bilan plus avantageux en 2020,.
L'augmentation du prix du pétrole le rend assez économique dans les pays fortement boisés si les coûts liés à son abattage et à sa distribution ne sont pas excessifs (débardage, stockage, séchage, etc.) et en prenant en compte son pouvoir calorifique fonction de la qualité du bois et de son taux d'humidité.

## Allumage
Pour l'allumage d'un poêle à bois, la meilleure méthode consiste à empiler le bois de manière que les morceaux les plus gros soient en bas, et le bois d'allumage en haut. De cette manière l'allumage du petit bois se fera proprement et va réchauffer l'air dans le conduit. Cela va entraîner un tirage qui va aider la combustion du bois plus gros situé en dessous. Le feu se propage du haut vers le bas tout en gardant une combustion optimale.
À l'inverse, allumer le feu par le bas fait que les grosses bûches du dessus brûlent mal et sont couvertes de suie avant de s’enflammer. Cette suie noire va aussi recouvrir l'intérieur du poêle (nettoyage des vitres à faire) et l'intérieur du conduit (ramonage à faire). Il est donc incohérent de continuer d'allumer son bois par le bas.

## Principe
- C'est un appareil de chauffage clos, dans lequel on enferme le combustible, avec évacuation des gaz par un tuyau, et qui chauffe la pièce par rayonnement de son enveloppe.
- Les combustibles sont le bois, la houille, le lignite, les copeaux et les granulés de bois.
- La combustion est réglée par une clé sur le conduit de fumée ou, mieux, en diminuant l'arrivée d'air par fermeture des arrivées d'air primaires ou secondaires de l'appareil.

## Types de poêles

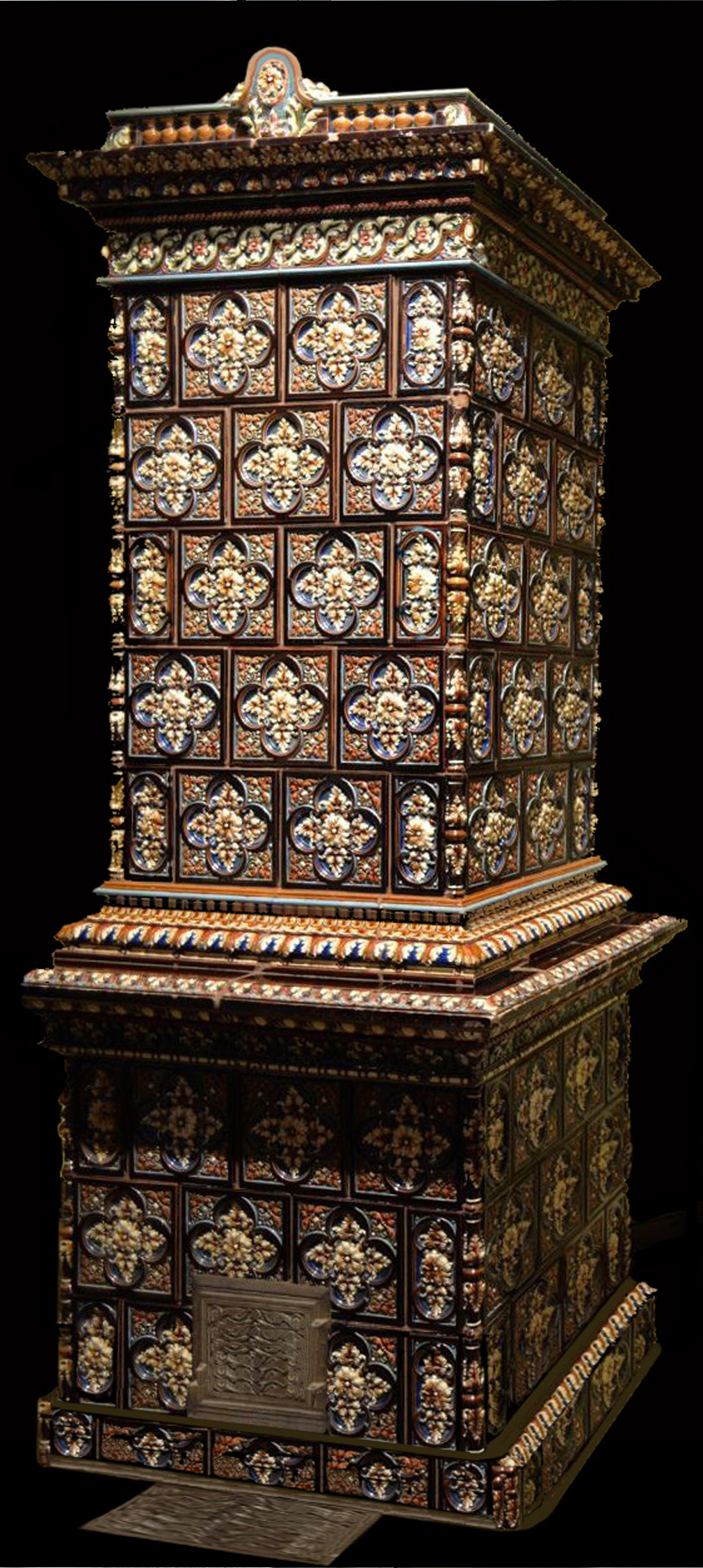
Poêle domestique recouvert de faïence, Bulgarie.

Les poêles peuvent être caractérisés par :
- le combustible utilisé : pellet ou granulés, charbon, bois bûche, mixte ( bois bûche et pellets/granulés) et tous autres combustibles, en particulier végétaux ;
- les caractéristiques techniques : la puissance (exprimée en kilowatts), le rendement (en pourcents) .
- le type de combustion : 
  - poêles à combustion simple : peu optimisés, ils présentent des rendements faibles et s'utilisent comme chauffage d'appoint,
  - poêles à double combustion : ou à post combustion qui associent à l'arrivée d'air primaire, une arrivée d'air secondaire permettant une bonne combustion des gaz quand le poêle monte en température, assurant ainsi de bons rendements (jusqu'à 80 %),
  - poêles à bois dit « turbo » : avec un système proche de la double combustion, utilisé par des appareils en général plus imposants, montant plus rapidement en température avec des rendements légèrement moins élevés ;
- les matériaux de construction du poêle : les poêles en fonte avec enveloppe métallique et foyer muni d'une grille sur un cendrier indépendant de l'enveloppe, ceux en acier, faïence, pierre, céramique ou terre cuite à chauffage plus lent mais plus stable dans le temps (principe du poêle de masse), tôle à intérieur recouvert de briques réfractaires. Certaines provenances de matériaux donnent leur nom au type de poêle, comme  les bagnards en Valais (Suisse), construits en pierres de la vallée de Bagnes[12] ;
- l'usage : certains poêles sont dits « bouilleurs » ou « hydro » car ils peuvent chauffer l'eau du chauffage central alors que d'autres disposent de four et de plaques chauffantes, on parle de cuisinière bois quand ils s'intègrent dans une cuisine ;
- le style : les poêles traditionnels ou scandinaves, de forme rectangulaire, sur quatre pieds, taille basse, des poêles dits « modernes » avec des formes plus verticales et arrondies souvent adaptées à de bonnes performances et des poêles dits cheminée qui rappellent la forme rectangulaire d'une cheminée classique car leur vocation est de favoriser le spectacle des flammes.

## Poêle à banc
Certains poêles sont équipés de banquettes sur une de leurs faces, chauffées par le même foyer. On peut s'y assoir voire plus rarement y dormir. Une niche y est souvent ménagée, servant à chauffer des bouilloires ou des sacs de noyaux de cerises, que les habitants de la maison prenaient dans leur lit. Ils servaient aussi à sécher les fruits. Dans les fermes et habitations modestes, le four ou la cuisinière de cuisson, installés dans la cuisine, chauffaient aussi le banc adjacent au poêle dans la belle pièce dite la « Stube » en Alsace. Ce dispositif économe en combustible est appelé « Kunscht » au nord des Alpes (Suisse du nord-est, sud de la Forêt-Noire, sud de l'Alsace), ainsi nommé de « Holzsparkunst » ou art d'épargner le bois.

## Risques
Les risques d'accidents (incendie, explosion, asphyxie) sont le plus souvent liés au non respect des notices d'utilisation, à l'absence de ramonage, à l'absence d'aération, etc. Les cas d'intoxication au monoxyde de carbone) sont encore courants, même dans les pays développés, dont la France.